# Arbor Park
Het Arbor Park is een multifunctioneel stadion in Newcastle, in de provincie KwaZoeloe-Natal, in Zuid-Afrika. 
In het stadion is plaats voor 2.000 toeschouwers. Het stadion wordt vooral gebruikt voor voetbalwedstrijden, de voetbalclub Newcastle Sicilians FC maakt gebruik van dit stadion. 